# Посу-Бранку
Посу-Бранку (порт. Poço Branco) — муниципалитет в Бразилии, входит в штат Риу-Гранди-ду-Норти. Составная часть мезорегиона Сельскохозяйственный район штата Риу-Гранди-ду-Норти. Входит в экономико-статистический микрорегион Байша-Верди. Население составляет 13 596 человек на 2006 год. Занимает площадь 230,370 км². Плотность населения — 59,0 чел./км².
Праздник города — 26 июня.

## История
Город основан в 1963 году.

## Статистика
- Валовой внутренний продукт на 2003 год составляет 27 828 010,00 реалов (данные: Бразильский институт географии и статистики).
- Валовой внутренний продукт на душу населения на 2003 год составляет 2143,25 реалов (данные: Бразильский институт географии и статистики).
- Индекс развития человеческого потенциала на 2000 год составляет 0,606 (данные: Программа развития ООН).